# (4097) Tsurugisan
(4097) Tsurugisan es un asteroide perteneciente al cinturón de asteroides, descubierto el 18 de noviembre de 1987 por Tsutomu Seki desde el Observatorio de Geisei, Geisei, Japón.

## Designación y nombre
Designado provisionalmente como 1987 WW. Fue nombrado Tsurugisan en homenaje a la segunda montaña más alta de la península de Shikoku donde se encuentra ubicado un observatorio.